# Carona, Bergamo
Carona là một đô thị ở tỉnh Bergamo, vùng Lombardia, Italia. Đô thị này có diện tích  km², dân số là người. Đô thị này có cự ly 80 km về phía đông bắc Milano và 35 km về phía bắc Bergamo.

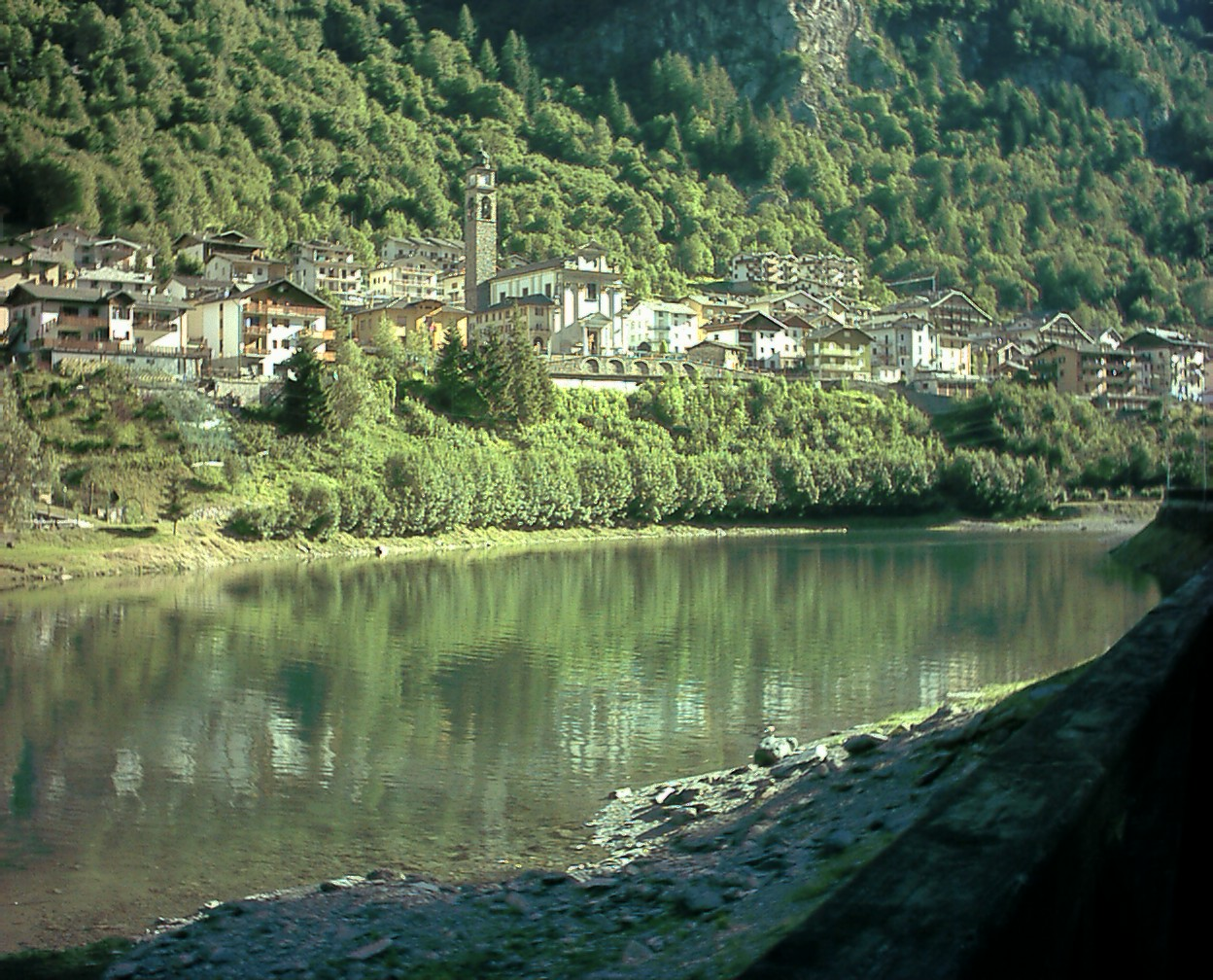
Carona và hồ.

Carona giáp các đô thị: Branzi, Caiolo, Foppolo, Gandellino, Piateda, Valbondione, Valgoglio, Valleve.